# Tulita
| Tulita Tulít'a                       |                         |
|                                      |                         |
| Coordenadas: 64°54′01"N, 125°34′39"O |                         |
| Território                           | Territórios do Noroeste |
|                                      |                         |
| Área                                 |                         |
| - Cidade                             | 51,74 km², 19,98 mi²    |
| Altitude                             | 101 m, 331 ft           |
| Fuso horário                         | UTC -7/-6               |
| População (2006)                     |                         |
| - Cidade                             | 566                     |
| - Densidade                          | 9,8 hab/km², 25 hab/mi² |
| Website: tulita.lgant.ca/            |                         |

Tulita(língua Dene "Onde os dois rios se encontram") é uma vila localizada na Região de Sahtu, nos Territórios do Noroeste, Canadá. Encontra-se na confluência dos rios Mackenzie e Great Bear. Tulita era conhecida como Fort Norman. Localiza-se a 620 km de Yellowknife e 72 km de Norman Wells.

## História
A Companhia Northwest construiu uma feitoria na junção dos rios Mackenzie e Great Bear em1810, que seria um ponto onde Sir John Franklin usaria para suas expedições. O lugar mudou diversas vezes, mas a comunidade de Tulita localiza-se onde a companhia firmou-se no Século XIX.
A economia da região, atualmente é baseada na caça, pesca, extração petrolífera e turismo.

## População
Atualmente, a vila possui uma população de aproximadamente 566 habitantes

## Pessoas Notáveis
- Leslie Nielsen viveu aqui quando seu pai esteve servindo a Real Polícia Montada do Canadá.